# هیولاوار (فیلم ۲۰۲۲)
هیولاوار (به انگلیسی: Monstrous) فیلمی محصول سال ۲۰۲۲ و به کارگردانی کریس سیورستون است. در این فیلم بازیگرانی همچون کریستینا ریچی، کالین کمپ، لو تامپل، نیک واللونگا و سانتینو بارنارد ایفای نقش کرده‌اند.

## داستان
زنی رنج کشیده به نام لورا همراه پسر ۷ ساله خود از دست شوهر بدرفتارش فرار می‌کند و در خانه‌ای در یک مزرعه‌ی دور افتاده در کنار دریاچه ساکن می‌شوند اما به زودی متوجه وجود هیولایی بسیار وحشتناک‌تر شده که باید با آن مقابله کنند و…

## بازیگران
- کریستینا ریچی در نقش لورا
- سانتینو بارنارد در نقش کودی
- کالین کمپ در نقش خانم لنگتری
- لو تامپل در نقش آقای آلونزو